# 卡佩尔恩
卡佩尔恩是奥地利下奥地利州圣帕尔滕兰县的一个市镇。总面积20.18平方公里，总人口1337人，人口密度66.3人/平方公里（2005年）。